# ديسين-شاربيو
ديسين-شاربيو (بالفرنسية: Décines-Charpieu)‏ بلدية فرنسية تقع في إقليم رون التابع لمنطقة رون ألب شرق فرنسا .

## توأمة
لديسين-شاربيو اتفاقيات توأمة مع كل من:
- مونسومانو تيرمي
- ستيبانافان (أرمينيا)

## أعلام
- كامل رمضاني
- جوناثان مينديز
- رشيد غزال
- عبد القادر غزال
- قاي فيشر